# Encoded Archival Description
A Encoded Archival Description (ou descrição arquivística codificada) é uma norma para a codificação de instrumentos de descrição documental arquivísticos utilizando a linguagem XML mantida pela Biblioteca do Congresso e pela Society of American Archivists. Trata-se duma DTD (Document Type Definition, ou definição de tipo de documento) utilizada principalmente por arquivos, bibliotecas e museus para codificar descrições de fundos arquivísticos, colecções de manuscritos e colecções hierarquizadas de documentos ou objectos (fotografias, microfilmes ou peças de museu).

## História e desenvolvimento
A EAD surgiu em 1993 na biblioteca da Universidade da Califórnia em Berkeley. O objectivo do projecto era criar uma norma para a descrição dos fundos de arquivos e colecções especiais, semelhante à norma MARC para a descrição biblioteconómica. Essa norma possibilitaria aos museus, bibliotecas e repositórios de manuscritos descrever os seus fundos num formato legível informaticamente e, assim, fácil de pesquisar, manter e trocar.

Em Julho de 1995 um grupo de especialistas foi reunido para continuar o trabalho começado em Berkeley. Pouco depois, a Society of American Archivists decidiu participar do desenvolvimento da DTD e, em Janeiro de 1996, a Biblioteca do Congresso tomou conta da sua manutenção informática e difusão de informação.

Desenvolvido inicialmente em SGML, nas suas versões alfa e beta, a EAD foi conformada com o formato XML, a partir da versão 1.0, em 1998, a fim de permitir uma melhor difusão na internet, aproveitando o facto de o formato, ainda emergente à altura, estar a dar provas da sua estabilidade e grande simplicidade em relação ao predecessor SGML. A versão 1.0 foi publicada no fim de Agosto de 1998, procurando corresponder, às prescrições da ISAD(G) e de outras normas norte-americanas, segundo as sugestões dos seus utilizadores.

A versão seguinte, a EAD2002, saiu em Dezembro de 2002. Esta versão (ainda actual) foi adoptada por várias organizações que começaram a oferecer, a partir desse ponto, um acesso em linha aos seus instrumentos de descrição e catálogos. A conformidade com o XML foi ampliada (já que ainda havia elementos SMGL). Para além de alterações estruturais para a simplificar e tornar mais eficiente, a DTD foi alterada para melhor se conformar com a nova versão da ISAD(G).

### Versões da EAD
- Alpha – 1996 (Fevereiro)
- Beta – 1996 (Setembro)
- 1.0 – 1998 (Setembro)
- EAD2002 – 2002 (Dezembro)
- Está prevista uma nova versão para Agosto de 2013.[2]

## Características
A EAD permite a padronização da informação encontrada em instrumentos de descrição: inventários, índices ou guias criados por repositórios arquivísticos ou de manuscritos para dar informações e fornecer descrições detalhadas (a nível de conteúdo e organização intelectual) de fundos ou colecções específicas.

A EAD, tal como muitas linguagens de codificação ou de marcação, como o HTML, é definida formalmente por uma DTD, ou Definição de Tipo de Documento – um conjunto de regras electronicamente legível que especifica como o documento EAD deve ser escrito. No entanto, ao contrário do HTML, que usa instruções de apresentação de conteúdos (por exemplo: <font size=”14”>Texto.</font>), a EAD usa quase exclusivamente declarações independentes da sua apresentação (por exemplo: <relatedmaterial>Ver caixas 2-15 da Colecção X.</relatedmaterial>).

A definição de tipo de documento (DTD) da norma EAD especifica os elementos a usar para descrever uma colecção manuscrita tal como o arranjo desses elementos (por exemplo, quais os elementos necessários ou quais os elementos que são permitidos dentro de outros). 

A EAD tem 146 elementos que podem ser usados para descrever uma colecção como um todo e também para codificar todo um inventário multi-nível dessa colecção. Muitos dos elementos da EAD podem ser passados para outros formatos normalizados de descrição (como a ISAD(G) ou a DACS) e outras normas estruturais (como o MARC ou o Dublin Core), o que aumenta grandemente a flexibilidade e interoperabilidade dos dados. 

A disponibilização online da informação codificada em EAD faz-se por intermédio de folhas de estilo que transformam o código XML em HTML ou PDF. 

### Princípios de design
Estes princípios foram criados como fios condutores para o desenvolvimento da última versão do EAD, e é neles que a EAD actual se sustenta. 

- Tornar acessíveis os recursos de várias instituições aos utilizadores, através de uma compatibilidade com práticas internacionais diversas;
- Os elementos e nomes de atributos devem ser o mais universal possível tanto na linguagem como na aplicação;
- A EAD ocupa-se de informação de recursos arquivísticos que é partilhada. Não se trata de um sistema que se ocupe de outras funções de gestão arquivística (como transferência, conservação, uso, armazenamento, etc.);
- A EAD é uma norma para a estrutura dos dados, não o seu conteúdo. Não prescreve como formular a informação presente num qualquer elemento – esse é o papel de normas externas, nacionais ou internacionais;
- A EAD é um formato de comunicação baseado na sintaxe SGML/ XML. Em alguns ambientes as descrições serão criadas e mantidas usando tecnologia diferente, sendo a EAD usada principalmente como mecanismo de transferência; noutras situações os arquivos gerirão a sua informação descritiva em sistemas baseados em sistemas SGML/ XML. A EAD tem de ser capaz de servir ambos os ambientes;
- Focar-se no conteúdo estrutural da descrição arquivística, não na sua apresentação. No entanto, a norma deve prover mecanismos suficientes para apoiar a apresentação numa grande variedade de formatos (desde os mais comuns interfaces de instrumentos de descrição até formas de apresentação em internet e optimizadas para impressão);
- A EAD especifica uma ordem e um agrupamento de elementos até um certo ponto. Para a maioria dos mecanismos usando tecnologia actual, a ordem dos elementos é irrelevante. Mudanças à estrutura (isto exclui adições) não serão feitas só para facilitar uma sequência ou produto de apresentação;
- A continuidade de estrutura e conteúdo é um factor importante para assegurar a continuada aceitação e aplicação da EAD. Os obstáculos técnicos ao uso devem ser minimizados. As mudanças à DTD devem ser o mais tecnicamente transparentes possível. Genericamente, isto significa uma preferência pela adição de elementos em lugar da substituição e por assegurar que as novas versões são compatíveis com as anteriores.[4]